# Pelidnota pennata
Pelidnota pennata är en skalbaggsart som beskrevs av Ohaus 1912. Pelidnota pennata ingår i släktet Pelidnota och familjen Rutelidae. Inga underarter finns listade i Catalogue of Life.